# Mario Vanemerak
Mario Alberto Vanemerak (Firmat, 15 agosto 1963) è un allenatore di calcio ed ex calciatore argentino, di ruolo centrocampista.

## Palmarès

### Giocatore

#### Competizioni nazionali
- Campionato colombiano: 2

Millonarios: 1987, 1988